# 安全運転サポート車

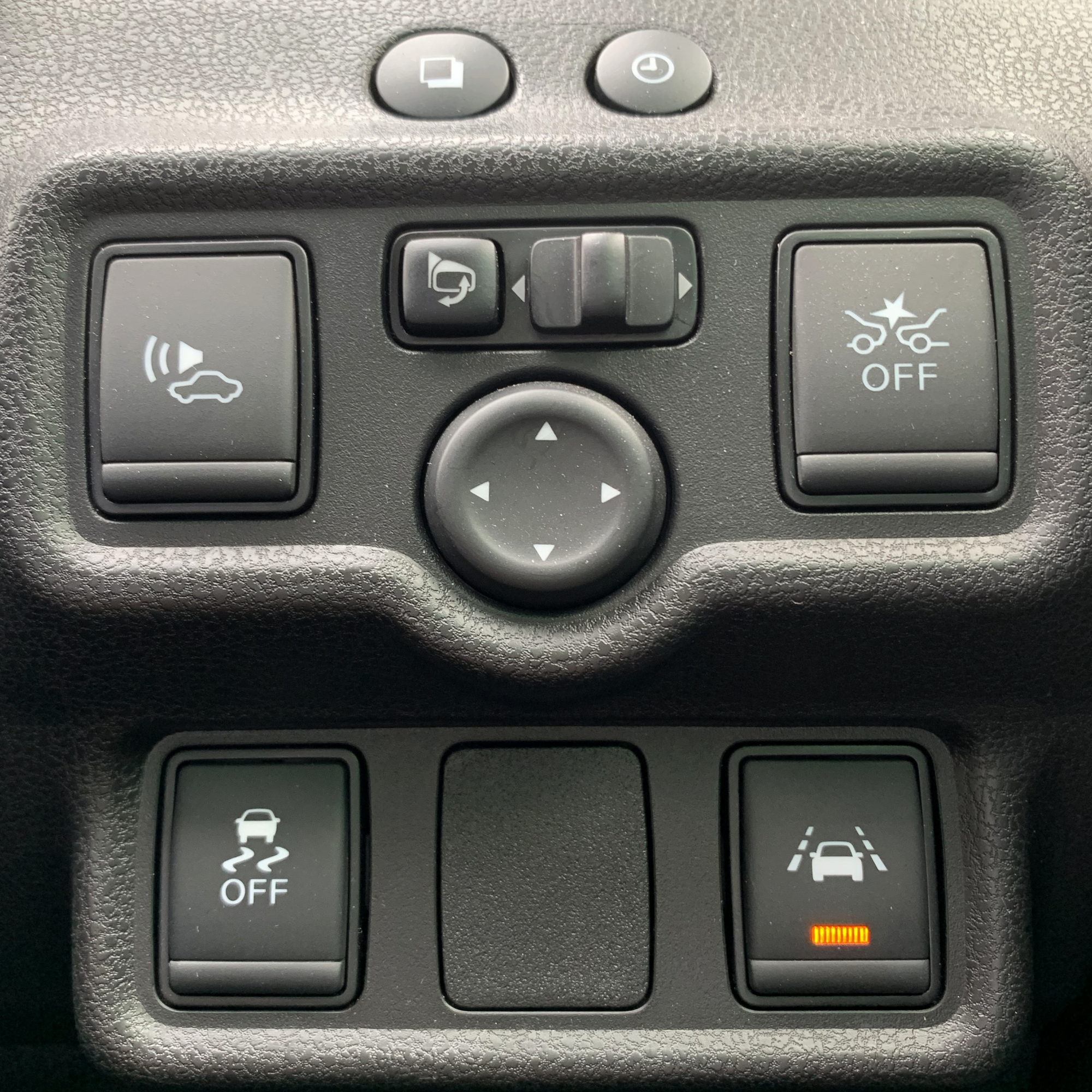
サポカーS ワイド車装備の例。

安全運転サポート車（あんぜんうんてんサポートしゃ）とは、日本において、高齢運転者を含めたすべてのドライバーによる交通事故の発生防止・被害軽減対策の一環として、国が推奨する自動車安全コンセプトで、自動ブレーキ（いわゆる衝突被害軽減ブレーキ）など複数の運転支援機能を備えた自動車のこと。セーフティー・サポートカーあるいはサポカーの愛称がつけられている。

## 概要
国土交通省（自動車局）が主導してきた、運転者の負担軽減を目指した、いわゆる先進安全自動車（ASV）とは趣旨がやや異なり、内閣府特命担当大臣を本部長とする政府の「交通対策本部」を中心に、経済産業省（製造産業局）・国土交通省（自動車局）・金融庁・警察庁がとりまとめた、高齢運転者を中心とした運転者による操作ミス防止に主軸を置いて普及を推進する施策である。
75歳以上の運転者の死亡事故を分析すると、事象別には正面衝突等・人対車両・追突等が7割を占めるほか、その要因としてブレーキとアクセルの踏み間違いを原因とする死亡事故が他の年齢層と比べて高い水準にあることを念頭に、2017年（平成29年）以降、事故防止のための機能を備えた車に対して「セーフティ・サポートカーS」（サポカーS）ならびに「セーフティー・サポートカー」（サポカー）の認定を行うこととなった。日本国内の主要自動車メーカー（スズキ・SUBARU・ダイハツ工業・トヨタ自動車・日産自動車・本田技研工業・マツダ・三菱自動車工業）が趣旨に賛同し、「サポカーS」「サポカー」をラインナップに積極的に導入しているほか、先進安全技術の体感会などを開催している。
政府はこの施策により、新型車における自動ブレーキ装着率を2020年までに9割に高めるという目標を掲げている。
2022年（令和4年）5月13日より、運転免許所持者が申請することにより、運転することができる自動車の範囲をサポートカーに限定する条件を付与するサポートカー限定免許を取得できるようになった。サポートカー限定条件を付与できるのは普通免許のみで、上位の免許を保持している場合、その免許は取り消されて新たに普通免許が交付される。また、後付けされた装置では運転できない。サポートカー限定条件の申請は、運転免許証の更新申請と併せて行うことが可能である。

## 種類
「サポカー」は、全ての運転者に推奨する自動車で、自動ブレーキを搭載した車両となっている。
「サポカーS」は、特に高齢運転者に推奨する自動車で、装備の有無により、以下の3グレードに分類される。
サポカーS ワイド
「自動ブレーキ（対歩行者）」「ペダル踏み間違い時加速抑制装置」「車線逸脱警報（または車線維持支援装置）」「先進ライト（自動切替型前照灯、自動防眩型前照灯又は配光可変型前照灯）」を全て装備
サポカーS ベーシック+
「自動ブレーキ（対車両）」と「ペダル踏み間違い時加速抑制装置」を装備
サポカーS ベーシック
「低速自動ブレーキ（対車両、時速30km/h以下で作動するもの）」と「ペダル踏み間違い時加速抑制装置」を装備
なお、これらの表記は自動車アセスメントのように性能を評価するものではなく、あくまでも「どんな装置が装着されているか」を各社間で共通化して表記するためのものである。